# John Dich
Johannes (John) Dich (28. marts 1865 i København – 27. juni 1951 i Gentofte) var en dansk arkitekt, der primært er kendt for en håndfuld bygninger i Københavns Frihavn udført i en engelskinspireret nybarok og nationalromantisk stil.
John Dich var søn af stolemagermester Lars Christian Dich og Margrete Peronard. Han tog realeksamen i Randers 1880, var i murerlære hos Køhler, København, blev murersvend 1883. Samtidig læste han på Teknisk Skole i København og blev optaget på Kunstakademiet i 1883. Han tog afgang i 1892. Dich var konduktør hos Ferdinand Meldahl, Albert Jensen (restaurering af Christian VIIIs palæ på Amalienborg 1896), Martin Nyrop, Ove Petersen og Martin Borch. Han blev Officier d'Académie, Paris i 1900. Han var arkitekt for Københavns Frihavn fra 1913 til 1941.
Dich rejste i Tyskland, Østrig, Dalmatien, Italien 1893-94 og Petrograd 1914-15. 
Han blev gift 29. maj 1894 i København med Dagmar Krabbe Termansen (1. januar 1867 i Non Mølle, Dollerup), datter af mølleejer Chr. Joachim Termansen og Elisa Antoinette Daniella Krabbe.

## Værker
- Afdelingen for Færøerne, Island og Grønland på verdensudstillingen i Paris 1900
- Ålsgårde Badehotel (nedbrændt i 1940'erne)
- 60-70 gymnastikhuse over hele landet
- Desuden en række villaer
- 2 pakhuse i Petrograd for dansk-russiske selskaber (1914-15)

I Københavns Frihavn:
- Post- og Telegrafbygning, nu Trip Trap A/S, Hovedvej (1917)
- Lille kontorbygning (1917-18)
- Pakhusene C (1918) og D (1921)
- Udvidelse af toldkammerbygningen med den søndre gavlbygning i 3 etager (1933, fredet)
- Den oversøiske bygning samt flere mindre bygninger